# Zeče, Slovenske Konjice
Zeče je naselje v Občini Slovenske Konjice.